# Канха
Канха — індійський правитель Сатаваханського царства. Історик Хіманшу Прабха Рей визначав період його правління від 100 до 70 року до н. е.